# Alexandru Romalo
Alexandru (Alecu) Romalo (n. 22 iulie 1819, Iași, Moldova – d. 7 iulie 1875, București, România) a fost un politician din secolul al XIX-lea, ministru al cultelor în guvernul Mihail Kogălniceanu din Iași, în intervalul 30 aprilie 1860 - 17 ianuarie 1861.
Alexandru Romalo, a fost, de asemenea, primul președinte al Curții de Conturi, fiind numit de domnitorul Alexandru Ioan Cuza la data de 18 iulie 1864, continuând să dețină funcția și sub domnia lui Carol I, până la 1 ianuarie 1868.